# 南师乡
南师乡是中国陕西省渭南市临渭区下辖的一个乡。

## 行政区划
南师乡下辖以下行政区：
板西村、鲮鲤曹家村、北焦村、乔田村、朱家村、甘泉村、吴章村、三畛村、南师村、南马村、易西村、三高村、李家村、扁家村